# 519
Năm 519 là một năm trong lịch Julius.